# Lee Aaron (album)
Lee Aaron è il quarto ed eponimo album in studio della cantante canadese Lee Aaron, pubblicato nel 1987.

## Tracce
1. Powerline (Lee Aaron, John Albani, Joe Lynn Turner) – 3:50
2. Hands Are Tied (Aaron, Albani, Turner, Mark Muller) – 3:50
3. Only Human (Aaron, Albani, David Roberts) – 3:46
4. Empty Heart (Aaron, Albani) – 3:07
5. Number One (Aaron, Albani, Turner) – 3:54
6. Don't Rain on My Parade (Aaron, Albani, Marc Ribler) – 3:29
7. Goin' Off the Deep End (Aaron, Albani, Marc Ribler) – 4:21
8. If This Is Love (R. W. Johnson, Carl Wilson) – 4:17
9. Eye for an Eye (Aaron, Albani, Roberts) – 3:47
10. Heartbeat of the World (Johnny Warman, Julia Downes) – 4:20
11. Dream with Me (Aaron, Albani, Dan Hill, Chris Brockway) – 4:30